# باتريك لي رو
باتريك لي رو (بالفرنسية: Patrick Le Roux)‏ هو باحث في تاريخ العصور الكلاسيكية فرنسي، ولد في 3 أكتوبر 1943 في مورلي (فرنسا) في فرنسا.